# 魔神天使
魔神天使（日语：マジンガーエンジェル）是一部日本漫畫，由永井豪编剧，新菜明彦所繪，该作在2004年6月26日至2006年在讲谈社进行连载。后来在2007年更新了其续集。
该作是以一些魔神系列的女角色在一起发生的故事为主。该作的一部分设定参考《霹雳娇娃》。并且该作还发售了衍生的玩具。

## 劇情簡介
Aphrodite A、Diana A、Venus A、Minerva X这几个人一起通过自己的努力，来应对阿修罗男爵等人的入侵。

## 漫画
| 卷数 | 发售日期       | ISBN                   |
| ---- | -------------- | ---------------------- |
| 1    | 2005年02月23日 | ISBN 978-4-06-349196-8 |
| 2    | 2005年08月23日 | ISBN 978-4-06-349215-6 |
| 3    | 2006年04月21日 | ISBN 978-4-06-349241-5 |
| 4    | 2007年02月23日 | ISBN 978-4-06-349270-5 |